# Sognolles-en-Montois
Sognolles-en-Montois è un comune francese di 433 abitanti situato nel dipartimento di Senna e Marna nella regione dell'Île-de-France.

## Società

### Evoluzione demografica
Abitanti censiti